# Hohenbergia mesoamericana
Hohenbergia mesoamericana är en gräsväxtart som beskrevs av I.Ramírez, Carnevali och Cetzal. Hohenbergia mesoamericana ingår i släktet Hohenbergia och familjen Bromeliaceae. Inga underarter finns listade i Catalogue of Life.